# Comuna 20 (Cali)
La Comuna 20 de la ciudad de Cali está ubicada en la parte occidental de la ciudad, entre los Farallones de Cali, la Avenida de los Cerros, el cerro Cristo Rey  y el cerro Bataclán. Limita al oriente y sur con la comuna 19, y al sur con el corregimiento Buitrera, al occidente con los Farallones de Cali y el corregimiento de Los Andes.

## Barrios
La comuna 20 está conformada por 13 barrios y tres Urbanizaciones los cuales son:
| - Belén - Belisario Caicedo - Brisas De Mayo - Lleras Camargo - Pueblo Joven - La Sultana - Siloé | - Tierra Blanca - Urbanización Venezuela - Urbanización Cañaveralejo - Urbanización Cortijo - La Nave - La Estrella - San Francisco - Cortijo - Villa Catalina - Las Canas |

En total forman una comunidad que se le llama popularmente por los habitantes de la ciudad de Cali como Siloé en honor a su primer barrio que fue fundado en la época en donde la mayor parte de su territorio, lo constituían un montón de fauna y flora, con presencia de una mina carbonífera.
De los primeros barrios en constituirse fueron Belén, Siloé, Pueblo Joven, para luego pasar a formarse varios barrios pequeños, pero esta vez más alejados de la ciudad; como es el caso de las parcelaciones de la sultana, entre otros.
Al conformarse construcciones más avanzadas y con mejores servicios públicos, ya se reconocen los barrios no como extensiones sub-urbanas sino como barrios propiamente constituidos.
La comuna cuenta con dos estaciones de policía, una en su parte plana y otra en su parte alta, con el fin de hacer presencia policial.